# Menți, Mehedinți
Menți este un sat ce aparține orașului Strehaia din județul Mehedinți, Oltenia, România.